# Le Longeron
Le Longeron är en kommun i departementet Maine-et-Loire i regionen Pays de la Loire i nordvästra Frankrike. Kommunen ligger i kantonen Montfaucon-Montigné som tillhör arrondissementet Cholet. År 2018 hade Le Longeron 2 124 invånare.

## Befolkningsutveckling
Antalet invånare i kommunen Le Longeron
| Referens: INSEE |